# Калиш
Калиш (пољ. Kalisz) град је у Пољској у Војводству великопољском. По подацима из 2012. године број становника у месту је био 104 676.

## Становништво
| 1946.  | 1950.  | 1960.  | 1970.  | 1980.  | 2012.   |
| ------ | ------ | ------ | ------ | ------ | ------- |
| 48.029 | 55.542 | 69.946 | 81.454 | 98.921 | 104.676 |

## Партнерски градови
- Ерфурт
- Хам
- Сентандреја
- Heerhugowaard
- Омон
- Престон
- Мартин
- Tongeren
- Адрија
- Ла Лувјер
- Минск
- Камјањец-Подиљски
- Саутхемптон